# 전쟁과 평화 성운
NGC 6357은 전갈자리 방향으로 지구로부터 약 5,900 광년 떨어져 있는 확산 성운이다. 근처에 NGC 6334가 있다.

## 설명
애칭으로는 중간궤도우주실험(Midcourse Space Experiment)에 참가한 과학자들이 지은 전쟁과 평화 성운이 있다. 적외선 사진에서 서쪽 부분의 밝은 색은 비둘기를, 동쪽 부분은 해골을 닮았기 때문에 이런 이름을 붙였다고 한다. 바닷가재 성운(Lobster Nebula)으로도 부른다.
성운 내부에는 어두운 색의 가스원반에 둘러싸인 원시별이 많이 있다. 이 젊은 별들은 고치처럼 생긴 가스구조에 둘러싸여 있는데 이 구조는 사방으로 퍼져나가고 있다.

## 소속된 성단

### 피스미스 24
NGC 6357 내에는 무거운 별 여럿으로 이루어진 산개성단 피스미스 24가 있다. 이들 중 아주 밝은 별인 피스미스 24-1은 발견 당시 가장 무거운 별로 그 질량은 태양의 약 300배로 추측되었다. 그러나 이후 추가연구에서 최소 둘 혹은 세 개의 별로 이루어진 다중성계임이 밝혀졌다. 그럼에도 별 각각의 질량은 태양의 100배 가까이는 되고 이것만으로도 발견된 항성 중 질량으로 최상위 반열에 들어간다.
| 항성 (피스미스 24-#) | 분광형        | 절대등급 (Mbol) | 표면온도 (K) | 반지름 (R☉) | 질량 (M☉) |
| -------------------- | ------------- | --------------- | ------------ | ----------- | --------- |
| 1NE                  | O3.5 If*      | −10.0           | 42,000       | 17          | 74        |
| 1SW                  | O4 III        | −9.8            | 41,500       | 16          | 66        |
| 2                    | O5.5 V(f)     | −8.9            | 40,000       | 12          | 43        |
| 3                    | O8 V          | −7.7            | 33,400       | 9           | 25        |
| 10                   | O9 V          | −7.2            | 31,500       | 8           | 20        |
| 12                   | B1 V          | −5.3            | 30,000       | 4           | 11        |
| 13                   | O6.5 III((f)) | −8.6            | 35,600       | 12          | 35        |
| 15                   | O8 V          | −7.8            | 33,400       | 10          | 25        |
| 16                   | O7.5 V        | −9.0            | 34,000       | 16          | 38        |
| 17                   | O3.5 III      | −10.1           | 42,700       | 17          | 78        |
| 18                   | B0.5 V        | −6.4            | 30,000       | 6           | 15        |
| 19                   | B0.5 V        | −5.4            | 30,000       | 4           | 11        |

### G353.2+0.7
G353.2+0.7은 젊은 성단으로 피스미스 24의 동쪽에 있다. 찬드라 엑스선 관측선의 촬영으로 이 성단을 이루는 항성의 수는 대략 800개 정도임이 밝혀졌다.

### G353.1+0.36
G353.1+0.36 역시 젊은 성단이며 피스미스 24의 남동쪽에 자리잡고 있다. 엑스선 촬영 결과 이 성단도 800개 정도의 항성으로 이루어져 있었다. 이 영역에는 [BDSB2003] 10과 같은 O형 항성 여럿이 있다.

## 같이 보기
- 질량이 큰 항성 목록